# Грушевське (Ставропольський край)
Грушевське (рос. Грушевское) — село в Александровському районі Ставропольського краю Російської Федерації.
Муніципальне утворення — Александровський муніципальний округ. Населення становить 2976 осіб.

## Історія
Згідно із законом від 4 жовтня 2004 року № 88-КЗ у 2004—2020 роках муніципальним утворенням було сільське поселення село Грушевське.

## Населення
| 1802  | 1812  | 1819  | 1844  | 1855  | 1858  | 1861  |
| ----- | ----- | ----- | ----- | ----- | ----- | ----- |
| 425   | ↗1073 | ↗1081 | ↗1718 | ↗2066 | ↘2038 | ↗2126 |
| 1867  | 1897  | 1902  | 1903  | 1925  | 1926  | 1989  |
| ↘1480 | ↗4147 | ↗4672 | ↘4163 | ↗4857 | ↗5158 | ↘2905 |
| 2002  | 2010  | 2011  | 2012  | 2013  | 2014  | 2015  |
| ↗2958 | ↗3019 | ↘3006 | ↗3088 | →3088 | ↘3082 | ↗3106 |
| 2016  | 2017  | 2018  | 2019  | 2020  |       |       |
| ↘3090 | ↗3105 | ↘3065 | ↘3016 | ↘2976 |       |       |